# 은정 (고려)
은정(殷鼎, ? ~ ?)은 고려의 문신이다. 
1071년(문종 25년) 12월에 비서소감(秘書少監) 우부승선(右副承宣)이 되었다.
벼슬은 시중(侍中)에 이르렀고, 사학(私學) 12공도(十二公徒) 중의 하나인 문충공도(文忠公徒)를 세워 후진 교육에 전념하였다. 시호는 문충(文忠)이다. 그의 문도(門徒)들이 그의 시호를 따서 문충공도(文忠公徒) 라고 하였다.

## 같이 보기
- 최충